# Жиряково (Тюменская область)
Жиряково — деревня в Армизонском районе Тюменской области России. Входит в состав Прохоровского сельского поселения.

## История
Деревня Жирякова основана, предположительно, в 1793 г. переселенцами из деревни Зубаревой Армизонской волости. Названа по фамилии одних из переселившихся. В 1795 году деревня насчитывала 11 дворов, в ней проживало 80 человек (47 мужчин и 33 женщины). 
В 1812 году деревня Жирякова насчитывала 29 дворов.
В «Списке населенных мест Российской империи» 1871 года издания (по сведениям 1868—1869 годов) населённый пункт упомянут как казённая деревня Жирякова (Кривина) Ишимского округа Тобольской губернии, при озере Канавском, расположенная в 155 верстах от окружного центра города Ишим. В деревне насчитывался 61 двор и проживало 345 человек (154 мужчины и 151 женщина).
В 1926 году в деревне имелось 128 хозяйств и проживало 618 человек (295 мужчин и 323 женщины). Функционировала школа I ступени. В административном отношении являлась центром Жиряковского сельсовета Армизонского района Ишимского округа Уральской области.

## География
Деревня находится в южной части Тюменской области, в лесостепной зоне, в пределах Ишимской равнины, на южном берегу озера Канова, на расстоянии примерно 16 километров (по прямой) к юго-западу от села Армизонское, административного центра района. Абсолютная высота — 138 метров над уровнем моря.
Климат резко континентальный с теплым летом и суровой холодной зимой. Годовое количество осадков — 310 мм. Средняя температура января составляет −18,2 °C, июля — +18,1 °C.

### Часовой пояс
Деревня Жиряково, как и вся Тюменская область, находится в часовой зоне МСК+2. Смещение применяемого времени относительно UTC составляет +5:00.

## Население
| 1989 | 2002 | 2010 |
| ---- | ---- | ---- |
| 220  | ↘214 | ↘194 |

Гендерный состав
По данным Всероссийской переписи населения 2010 года в гендерной структуре населения мужчины составляли 54,6 %, женщины — соответственно 45,4 %.
Национальный состав
Согласно результатам переписи 2002 года, в национальной структуре населения русские составляли 94 % из 214 чел.

## Инфраструктура
Действуют начальная школа, фельдшерско-акушерский пункт, дом культуры, библиотека и два магазина.

## Улицы
Уличная сеть деревни состоит из одной улицы (ул. Центральная).